# Камера (артилерия)
Вижте пояснителната страница за други значения на Камера.
Камера:
- Зарядна камера, зарядник – кухина в задната част на канала на ствола в артилерийско оръдие, в която се поставя снарядът и барутният заряд (в гилза или в заряден картуз) при зареждането му преди изстрел.

Камерата на нарезното оръдие със задно пълнене има гладки стени и по-голям диаметър, отколкото останалата част на канала на ствола. 

В ранните образци със задно пълнене за презареждане е могло да се използва сменяема камера.
- Цилиндричен канал в револверен барабан, служещ за поставяне на патрона (заряда).

В руския език още и:
- това, което в артилерията и револвера се нарича камера, в останалото стрелково оръжие се именува патронник, но при това „камера“ е и остаряло наименование на патронника. В много други езици такава разлика не се прави.
- Вътрешната кухина на снаряда за поместването в нея на фугасния заряд, с поразяващо или със специално (осветително, димно, запалително, шумово и друго) снаряжение.